# 3927 Feliciaplatt
3927 Feliciaplatt је астероид главног астероидног појаса са средњом удаљеношћу од Сунца која износи 2,194 астрономских јединица (АЈ).
Апсолутна магнитуда астероида је 14,0.